# Frank Leslie

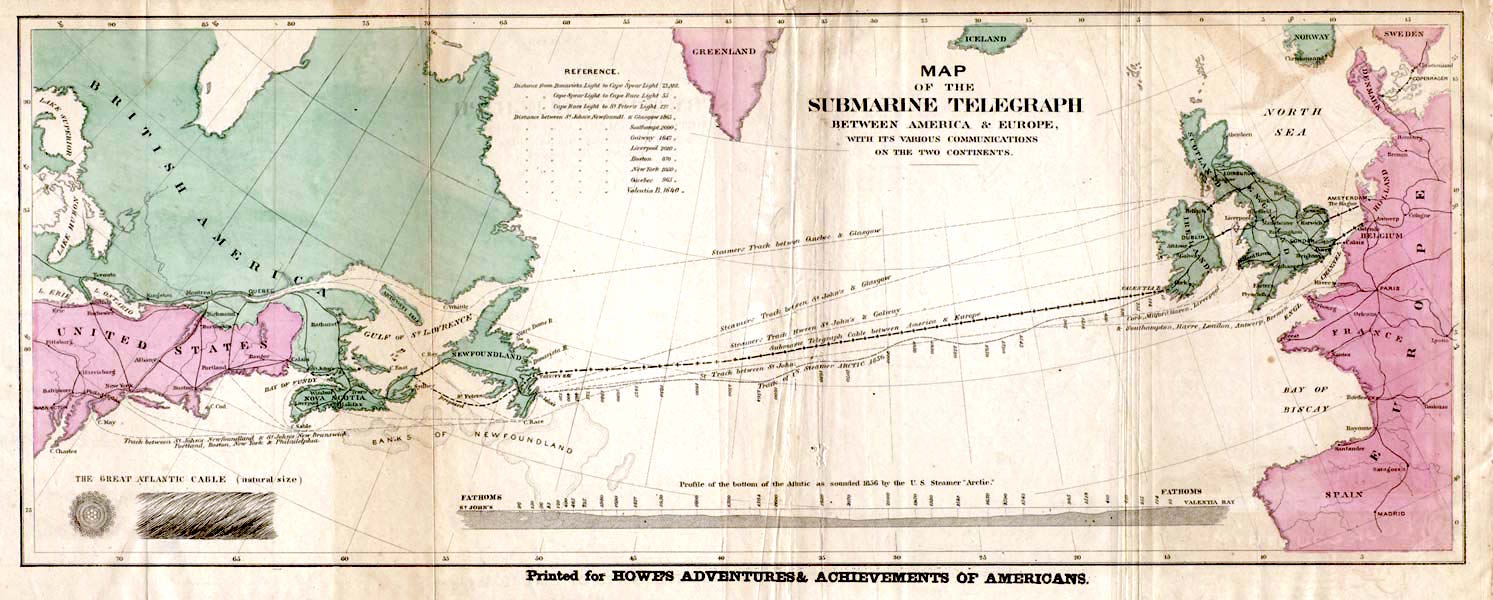
Diagrama lui Frank Leslie a primului cablu de comunicații transatlantic, 1858.

Frank Leslie, numele la naștere Henry Carter (n. 29 martie 1821, Ipswich, Anglia - 1880) a fost un gravor, ilustrator și director de publicații familiale american de origine engleză.

## Biografie

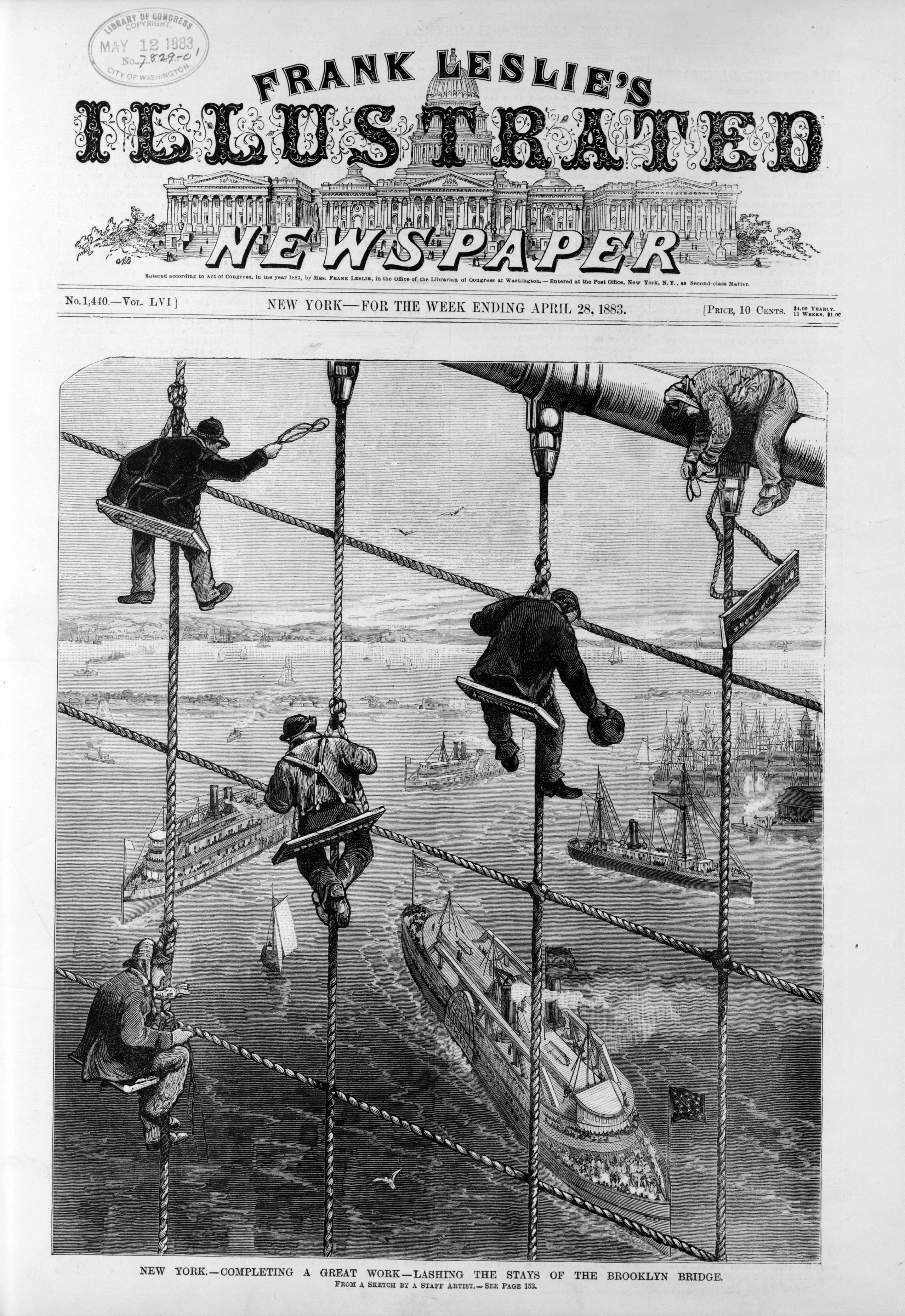
Frank Leslie's Illustrated Newspaper, April 1883

Leslie s-a năcut în Anglia la 29 martie 1821, în orașul Ipswich, ca Henry Carter, ca fiu al unui fabricant de mănuși.  Educația elementară și-a primit-o în Ispswich, iar ulterior a studiat la o școală de comerț din Londra.